# Apanteles biplagae
Apanteles biplagae är en stekelart som beskrevs av Fischer 1968. Apanteles biplagae ingår i släktet Apanteles och familjen bracksteklar. Inga underarter finns listade i Catalogue of Life.